# The Dave Clark Five
A The Dave Clark Five egy brit együttes volt 1962 és 1970 között. A The Beatles és a The Rolling Stones után a harmadik legsikeresebb együttes a tengerentúlon. Részesei voltak a brit inváziónak. Tagok: Dave Clark, Lenny Davidson, Mike Smith, Rick Huxley, Dennis Payton.

## Története
1962-ben alapította meg Dave Clark, a későbbi dobos, a londoni Tottenhamben. 18-szor szerepeltek az Ed Sullivan Show-ban, ez pedig rekord a varieté történetében. Legismertebb daluk a "Glad All Over". 1965-ben még filmet is forgatták, az egy évvel korábbi Egy nehéz nap éjszakája mintájára. 1967-ben stílust váltottak, mivel az "Everybody Knows" című daluk szakított a korábbi R&B stílusú műfajjal. 1970-ben feloszlottak. Clark még írt egy musicalt Time néven. A musical főszerepét Cliff Richard alkotja. Jelenleg már csak Clark és Davidson él. 2015-ben dokumentumfilm készült róluk.

## Tagok
- Dave Clark-dob
- Rick Huxley (2013-ban elhunyt)-basszusgitár
- Lenny Davidson-szaxofon
- Mike Smith (2008-ban elhunyt)-ének
- Dennis Payton (2006-ban elhunyt)-gitár

## Lemezek
- Glad All Over (US, 1964)
- The Dave Clark Five Return! (US, 1964) / A Session with The Dave Clark Five (UK, 1964)
- American Tour (US, 1964)
- Coast to Coast (US, 1964)
- Weekend in London (US, 1965)
- Having a Wild Weekend (US, 1965) / Catch Us If You Can (UK, 1965)
- I Like It Like That (US, 1965)
- Try Too Hard (US, 1966)
- Satisfied with You (US, 1966)
- 5 By 5 (US, 1967)
- You Got What It Takes (US, 1967)
- Everybody Knows (UK, 1967) / Everybody Knows (US, 1968)
- 5 by 5 = Go! (UK, 1969)
- If Somebody Loves You (UK, 1970)
- Good Old Rock'n'Roll (UK, 1971)

## Ismertebb dalok
- Red baloon
- Good old rock 'n' roll
- Glad all over
- Over and over
- Everybody knows